# Interlands Wit-Russisch voetbalelftal 2010-2019
Deze pagina toont een chronologisch en gedetailleerd overzicht van de interlands die het Wit-Russisch voetbalelftal heeft gespeeld in de periode 2010 – 2019.

## Interlands

### 2010
|                                                              |                       |       |                                                             |                                                                                      |
| 3 maart Vriendschappelijk № 138 «onderlinge duels» 15:00 uur | Armenië               | 1 – 3 | Wit-Rusland                                                 | Antalya Atatürkstadion, Antalya Toeschouwers: 100 Scheidsrechter: Audrius Žuta (LTU) |
| 3 maart Vriendschappelijk № 138 «onderlinge duels» 15:00 uur | Levon Pachadzhyan 59' |       | 58' Anton Poetsila 73' Aljaksandr Hleb 84' Vital Radzivonov | Antalya Atatürkstadion, Antalya Toeschouwers: 100 Scheidsrechter: Audrius Žuta (LTU) |

|                                                             |                                       |       |                                             |                                                                           |
| 27 mei Vriendschappelijk № 139 «onderlinge duels» 18:30 uur | Wit-Rusland                           | 2 – 2 | Honduras                                    | Stadion Lind, Villach Toeschouwers: 400 Scheidsrechter: René Eisner (AUT) |
| 27 mei Vriendschappelijk № 139 «onderlinge duels» 18:30 uur | Anton Poetsila 57' Anton Poetsila 60' |       | 26' Julio César de León 71' Georgie Welcome | Stadion Lind, Villach Toeschouwers: 400 Scheidsrechter: René Eisner (AUT) |

|                                                             |                    |       |            |                                                                                     |
| 30 mei Vriendschappelijk № 140 «onderlinge duels» 14:00 uur | Wit-Rusland        | 1 – 0 | Zuid-Korea | Kufstein Arena, Kufstein Toeschouwers: 1.000 Scheidsrechter: Bernhard Brugger (AUT) |
| 30 mei Vriendschappelijk № 140 «onderlinge duels» 14:00 uur | Sergej Kisljak 53' |       |            | Kufstein Arena, Kufstein Toeschouwers: 1.000 Scheidsrechter: Bernhard Brugger (AUT) |

|                                                             |             |                           |        |                                                                                   |
| 2 juni Vriendschappelijk № 141 «onderlinge duels» 19:30 uur | Wit-Rusland | 0 – 1                     | Zweden | Dinamostadion, Minsk Toeschouwers: 12.000 Scheidsrechter: Aleksej Nikolajev (RUS) |
| 2 juni Vriendschappelijk № 141 «onderlinge duels» 19:30 uur |             | 47' Christian Wilhelmsson |        | Dinamostadion, Minsk Toeschouwers: 12.000 Scheidsrechter: Aleksej Nikolajev (RUS) |

|                                                                  |          |                                             |             |                                                                                                |
| 11 augustus Vriendschappelijk № 142 «onderlinge duels» 18:00 uur | Litouwen | 1 – 1                                       | Wit-Rusland | S. Dariaus- en S. Girėnostadion, Kaunas Toeschouwers: 1.700 Scheidsrechter: Igor Satschi (MDA) |
| 11 augustus Vriendschappelijk № 142 «onderlinge duels» 18:00 uur |          | 48' Vjatsjaslaw Hleb 90+2' Vjatsjaslaw Hleb |             | S. Dariaus- en S. Girėnostadion, Kaunas Toeschouwers: 1.700 Scheidsrechter: Igor Satschi (MDA) |

|                                                                             |           |                    |             |                                                                                        |
| 3 september Kwalificatie EK 2012 Groep D № 143 «onderlinge duels» 21:15 uur | Frankrijk | 0 – 1              | Wit-Rusland | Stade de France, Saint-Denis Toeschouwers: 76.395 Scheidsrechter: William Collum (SCO) |
| 3 september Kwalificatie EK 2012 Groep D № 143 «onderlinge duels» 21:15 uur |           | 86' Sergej Kisljak |             | Stade de France, Saint-Denis Toeschouwers: 76.395 Scheidsrechter: William Collum (SCO) |

|                                                                             |             |       |          |                                                                                |
| 7 september Kwalificatie EK 2012 Groep D № 144 «onderlinge duels» 19:30 uur | Wit-Rusland | 0 – 0 | Roemenië | Dinamostadion, Minsk Toeschouwers: 25.000 Scheidsrechter: Pavel Královec (CZE) |
| 7 september Kwalificatie EK 2012 Groep D № 144 «onderlinge duels» 19:30 uur |             |       |          | Dinamostadion, Minsk Toeschouwers: 25.000 Scheidsrechter: Pavel Královec (CZE) |

|                                                                           |           |       |             |                                                                                            |
| 8 oktober Kwalificatie EK 2012 Groep D № 145 «onderlinge duels» 20:15 uur | Luxemburg | 0 – 0 | Wit-Rusland | Stade Josy Barthel, Luxemburg Toeschouwers: 1.857 Scheidsrechter: Aleksandar Stavrev (MKD) |
| 8 oktober Kwalificatie EK 2012 Groep D № 145 «onderlinge duels» 20:15 uur |           |       |             | Stade Josy Barthel, Luxemburg Toeschouwers: 1.857 Scheidsrechter: Aleksandar Stavrev (MKD) |

|                                                                            |                                        |       |         |                                                                                |
| 12 oktober Kwalificatie EK 2012 Groep D № 146 «onderlinge duels» 18:30 uur | Wit-Rusland                            | 2 – 0 | Albanië | Dinamostadion, Minsk Toeschouwers: 7.000 Scheidsrechter: Peter Rasmussen (DEN) |
| 12 oktober Kwalificatie EK 2012 Groep D № 146 «onderlinge duels» 18:30 uur | Vitali Rodionov 10' Sergey Krivets 77' |       |         | Dinamostadion, Minsk Toeschouwers: 7.000 Scheidsrechter: Peter Rasmussen (DEN) |

|                                                                  |      | |             |                                                                                 |
| 17 november Vriendschappelijk № 147 «onderlinge duels» 20:00 uur | Oman | 0 – 4                                                                                                   | Wit-Rusland | Seebstadion, Seeb Toeschouwers: 1.000 Scheidsrechter: Abdulrahman Al-Amri (KSA) |
| 17 november Vriendschappelijk № 147 «onderlinge duels» 20:00 uur |      | 5' Aljaksandr Martynovitsj 11' Aljaksandr Martynovitsj 35' Vjatsjaslaw Hleb 57' (pen.) Vital Radzivonav |             | Seebstadion, Seeb Toeschouwers: 1.000 Scheidsrechter: Abdulrahman Al-Amri (KSA) |

### 2011
|                                                                 |                            |       |                      |                                                                                            |
| 9 februari Vriendschappelijk № 148 «onderlinge duels» 15:00 uur | Wit-Rusland                | 1 – 1 | Kazachstan           | Antalya Atatürkstadion, Antalya Toeschouwers: 1.500 Scheidsrechter: Veaceslav Banari (MDA) |
| 9 februari Vriendschappelijk № 148 «onderlinge duels» 15:00 uur | Aljaksandr Hleb 45' (pen.) |       | 88' Sergej Ostapenko | Antalya Atatürkstadion, Antalya Toeschouwers: 1.500 Scheidsrechter: Veaceslav Banari (MDA) |

|                                                                          |                  |       |             |                                                                                            |
| 26 maart Kwalificatie EK 2012 Groep D № 149 «onderlinge duels» 19:00 uur | Albanië          | 1 – 0 | Wit-Rusland | Qemal Stafastadion, Tirana Toeschouwers: 11.500 Scheidsrechter: Markus Strömbergsson (SWE) |
| 26 maart Kwalificatie EK 2012 Groep D № 149 «onderlinge duels» 19:00 uur | Hamdi Salihi 62' |       |             | Qemal Stafastadion, Tirana Toeschouwers: 11.500 Scheidsrechter: Markus Strömbergsson (SWE) |

|                                                               |             |                     |        |                                                                                          |
| 29 maart Vriendschappelijk № 150 «onderlinge duels» 17:00 uur | Wit-Rusland | 0 – 1               | Canada | Antalya Atatürkstadion, Antalya Toeschouwers: 2.500 Scheidsrechter: Yunus Yildirim (TUR) |
| 29 maart Vriendschappelijk № 150 «onderlinge duels» 17:00 uur |             | 57' Andrew Hainault |        | Antalya Atatürkstadion, Antalya Toeschouwers: 2.500 Scheidsrechter: Yunus Yildirim (TUR) |

|                                                                        |                        |       |                     |                                                                                 |
| 3 juni Kwalificatie EK 2012 Groep D № 151 «onderlinge duels» 20:50 uur | Wit-Rusland            | 1 – 1 | Frankrijk           | Dinamostadion, Minsk Toeschouwers: 27.000 Scheidsrechter: David Fernández (ESP) |
| 3 juni Kwalificatie EK 2012 Groep D № 151 «onderlinge duels» 20:50 uur | Éric Abidal 20' (e.d.) |       | 22' Florent Malouda | Dinamostadion, Minsk Toeschouwers: 27.000 Scheidsrechter: David Fernández (ESP) |

|                                                                        |                                               |       |           |                                                                              |
| 7 juni Kwalificatie EK 2012 Groep D № 152 «onderlinge duels» 19:00 uur | Wit-Rusland                                   | 2 - 0 | Luxemburg | Dinamostadion, Minsk Toeschouwers: 8.000 Scheidsrechter: Anar Salmanov (AZE) |
| 7 juni Kwalificatie EK 2012 Groep D № 152 «onderlinge duels» 19:00 uur | Sergej Kornilenko 48' (pen.) Anton Putilo 73' |       |           | Dinamostadion, Minsk Toeschouwers: 8.000 Scheidsrechter: Anar Salmanov (AZE) |

|                                                                  |                     |       |           |                                                                                  |
| 10 augustus Vriendschappelijk № 153 «onderlinge duels» 20:30 uur | Wit-Rusland         | 1 – 0 | Bulgarije | Dinamostadion, Minsk Toeschouwers: 6.500 Scheidsrechter: Nerijus Dunauskas (LTU) |
| 10 augustus Vriendschappelijk № 153 «onderlinge duels» 20:30 uur | Sjarhej Kisljak 33' |       |           | Dinamostadion, Minsk Toeschouwers: 6.500 Scheidsrechter: Nerijus Dunauskas (LTU) |

|                                                                             |             |                                                 |                       |                                                                               |
| 2 september Kwalificatie EK 2012 Groep D № 154 «onderlinge duels» 18:30 uur | Wit-Rusland | 0 – 2                                           | Bosnië en Herzegovina | Dinamostadion, Minsk Toeschouwers: 25.365 Scheidsrechter: Viktor Kassai (HUN) |
| 2 september Kwalificatie EK 2012 Groep D № 154 «onderlinge duels» 18:30 uur |             | 21' (pen.) Sejad Salihović 24' Haris Međunjanin |                       | Dinamostadion, Minsk Toeschouwers: 25.365 Scheidsrechter: Viktor Kassai (HUN) |

|                                                                             |                        |       |             |                                                                                 |
| 6 september Kwalificatie EK 2012 Groep D № 155 «onderlinge duels» 19:15 uur | Bosnië en Herz.        | 1 – 0 | Wit-Rusland | Bilino Polje, Zenica Toeschouwers: 16.000 Scheidsrechter: Martin Atkinson (ENG) |
| 6 september Kwalificatie EK 2012 Groep D № 155 «onderlinge duels» 19:15 uur | Zvjezdan Misimović 87' |       |             | Bilino Polje, Zenica Toeschouwers: 16.000 Scheidsrechter: Martin Atkinson (ENG) |

|                                                                           |                                        |       |                                             |                                                                                     |
| 7 oktober Kwalificatie EK 2012 Groep D № 156 «onderlinge duels» 20:30 uur | Roemenië                               | 2 – 2 | Wit-Rusland                                 | Stadionul Național, Boekarest Toeschouwers: 29.846 Scheidsrechter: Alan Kelly (IRL) |
| 7 oktober Kwalificatie EK 2012 Groep D № 156 «onderlinge duels» 20:30 uur | Adrian Mutu 19' Adrian Mutu 51' (pen.) |       | 45' Sergej Kornilenko 82' Stanislav Drahoen | Stadionul Național, Boekarest Toeschouwers: 29.846 Scheidsrechter: Alan Kelly (IRL) |

|                                                                 |                                                 |       |             |                                                                               |
| 11 oktober Vriendschappelijk № 157 «onderlinge duels» 19:30 uur | Polen                                           | 2 – 0 | Wit-Rusland | Brita-Arena, Wiesbaden Toeschouwers: 5.116 Scheidsrechter: Peter Sippel (GER) |
| 11 oktober Vriendschappelijk № 157 «onderlinge duels» 19:30 uur | Jakub Błaszczykowski 31' Robert Lewandowski 69' |       |             | Brita-Arena, Wiesbaden Toeschouwers: 5.116 Scheidsrechter: Peter Sippel (GER) |

|                                                                  |                      |       |                       | |
| 15 november Vriendschappelijk № 158 «onderlinge duels» 20:00 uur | Libië                | 1 – 1 | Wit-Rusland           | Police Officers' Club Stadium, Dubai Toeschouwers: 250 Scheidsrechter: Mohammed Abdulla Hassan Mohamed (VAE) |
| 15 november Vriendschappelijk № 158 «onderlinge duels» 20:00 uur | Ahmed Saad Osman 32' |       | 77' Sergej Kornilenko | Police Officers' Club Stadium, Dubai Toeschouwers: 250 Scheidsrechter: Mohammed Abdulla Hassan Mohamed (VAE) |

### 2012
|                                                                  |          |       |             |                                                                                          |
| 28 februari Vriendschappelijk № 159 «onderlinge duels» 16:00 uur | Moldavië | 0 – 0 | Wit-Rusland | Mardan Sports Complex, Antalya Toeschouwers: 100 Scheidsrechter: Gediminas Mažeika (LTU) |
| 28 februari Vriendschappelijk № 159 «onderlinge duels» 16:00 uur |          |       |             | Mardan Sports Complex, Antalya Toeschouwers: 100 Scheidsrechter: Gediminas Mažeika (LTU) |

|                                                             |                       |       |                        |                                                                             |
| 7 juni Vriendschappelijk № 160 «onderlinge duels» 20:30 uur | Wit-Rusland           | 1 – 1 | Litouwen               | Dinamostadion, Minsk Toeschouwers: 2.000 Scheidsrechter: Igor Satschi (MDA) |
| 7 juni Vriendschappelijk № 160 «onderlinge duels» 20:30 uur | Stanislav Drahoen 79' |       | 42' Ramūnas Radavičius | Dinamostadion, Minsk Toeschouwers: 2.000 Scheidsrechter: Igor Satschi (MDA) |

|                                                                  |                                                                   |       |             | |
| 15 augustus Vriendschappelijk № 161 «onderlinge duels» 20:00 uur | Armenië                                                           | 3 – 0 | Wit-Rusland | Republikeins Stadion Vazgen Sargsian, Jerevan Toeschouwers: 6.500 Scheidsrechter: David Charatisjvili (GEO) |
| 15 augustus Vriendschappelijk № 161 «onderlinge duels» 20:00 uur | Renan Bressan 44' Renan Bressan 66' Dmitry Verkhovtsov 73' (e.d.) |       |             | Republikeins Stadion Vazgen Sargsian, Jerevan Toeschouwers: 6.500 Scheidsrechter: David Charatisjvili (GEO) |

|                                                                             |                         |       |             |                                                                                               |
| 7 september Kwalificatie WK 2014 Groep I № 162 «onderlinge duels» 19:00 uur | Georgië                 | 1 – 0 | Wit-Rusland | Boris Paitsjadzestadion, Tbilisi Toeschouwers: 20.000 Scheidsrechter: Stanislav Todorov (BUL) |
| 7 september Kwalificatie WK 2014 Groep I № 162 «onderlinge duels» 19:00 uur | Tornike Okriasjvili 53' |       |             | Boris Paitsjadzestadion, Tbilisi Toeschouwers: 20.000 Scheidsrechter: Stanislav Todorov (BUL) |

|                                                                              |                                                            |       |                    |                                                                                       |
| 11 september Kwalificatie WK 2014 Groep I № 163 «onderlinge duels» 21:00 uur | Frankrijk                                                  | 3 – 1 | Wit-Rusland        | Stade de France, Saint-Denis Toeschouwers: 52.522 Scheidsrechter: Hüseyin Göçek (TUR) |
| 11 september Kwalificatie WK 2014 Groep I № 163 «onderlinge duels» 21:00 uur | Étienne Capoue 49' Christophe Jallet 68' Franck Ribéry 80' |       | 72' Anton Poetsila | Stade de France, Saint-Denis Toeschouwers: 52.522 Scheidsrechter: Hüseyin Göçek (TUR) |

|                                                                            |             |                                              |        |                                                                                |
| 12 oktober Kwalificatie WK 2014 Groep I № 164 «onderlinge duels» 21:00 uur | Wit-Rusland | 0 – 4                                        | Spanje | Dinamostadion, Minsk Toeschouwers: 28.800 Scheidsrechter: Serge Gumienny (BEL) |
| 12 oktober Kwalificatie WK 2014 Groep I № 164 «onderlinge duels» 21:00 uur |             | 12' Jordi Alba 21' Pedro 69' Pedro 79' Pedro |        | Dinamostadion, Minsk Toeschouwers: 28.800 Scheidsrechter: Serge Gumienny (BEL) |

|                                                                            |                                        |       |         |                                                                                      |
| 16 oktober Kwalificatie WK 2014 Groep I № 165 «onderlinge duels» 18:00 uur | Wit-Rusland                            | 2 – 0 | Georgië | Dinamostadion, Minsk Toeschouwers: 15.300 Scheidsrechter: Robert Schörgenhofer (OOS) |
| 16 oktober Kwalificatie WK 2014 Groep I № 165 «onderlinge duels» 18:00 uur | Renan Bressan 6' Stanislav Drahoen 28' |       |         | Dinamostadion, Minsk Toeschouwers: 15.300 Scheidsrechter: Robert Schörgenhofer (OOS) |

|                                                                  |                 |       |                                            |                                                                                   |
| 14 november Vriendschappelijk № 166 «onderlinge duels» 20:30 uur | Israël          | 1 – 2 | Wit-Rusland                                | Teddystadion, Jeruzalem Toeschouwers: 8.000 Scheidsrechter: Simon Lee Evans (WAL) |
| 14 november Vriendschappelijk № 166 «onderlinge duels» 20:30 uur | Omer Damari 19' |       | 45' Sergej Kisljak 46' Sjarhej Balanovitsj | Teddystadion, Jeruzalem Toeschouwers: 8.000 Scheidsrechter: Simon Lee Evans (WAL) |

### 2013
|                                                                  |                  |       |                         | |
| 6 februari Vriendschappelijk № 167 «onderlinge duels» 20:00 uur' | Hongarije        | 1 – 1 | Wit-Rusland             | İberostar Bellis Hotel Futbol Sahası, Belek Toeschouwers: 200 Scheidsrechter: Bülent Yıldırım (TUR) |
| 6 februari Vriendschappelijk № 167 «onderlinge duels» 20:00 uur' | Imre Szabics 32' |       | 58' Alyaksandr Valadzko | İberostar Bellis Hotel Futbol Sahası, Belek Toeschouwers: 200 Scheidsrechter: Bülent Yıldırım (TUR) |

|                                                                |               |       |             |                                                                                         |
| 21 maart Vriendschappelijk № 168 «onderlinge duels» 20:00 uur' | Jordanië      | 1 – 0 | Wit-Rusland | Koning Abdullahstadion, Amman Toeschouwers: 1.200 Scheidsrechter: Khamis Al-Marri (QAT) |
| 21 maart Vriendschappelijk № 168 «onderlinge duels» 20:00 uur' | Amer Deeb 31' |       |             | Koning Abdullahstadion, Amman Toeschouwers: 1.200 Scheidsrechter: Khamis Al-Marri (QAT) |

|                                                               |        |                                                  |             | |
| 25 maart Vriendschappelijk № 169 «onderlinge duels» 19:00 uur | Canada | 0 – 2                                            | Wit-Rusland | Aspire Academy for Sports Excellence, Doha Toeschouwers: 100 Scheidsrechter: Abdullah Balideh (QAT) |
| 25 maart Vriendschappelijk № 169 «onderlinge duels» 19:00 uur |        | 29' Vital Radyyonaw 87' Uladzimir Khvashtsjynski |             | Aspire Academy for Sports Excellence, Doha Toeschouwers: 100 Scheidsrechter: Abdullah Balideh (QAT) |

|                                                             |         |                                        |             |                                                                                 |
| 3 juni Vriendschappelijk № 170 «onderlinge duels» 20:00 uur | Estland | 0 – 2                                  | Wit-Rusland | A. Le Coq Arena, Tallinn Toeschouwers: 3.192 Scheidsrechter: Jakob Kehlet (DEN) |
| 3 juni Vriendschappelijk № 170 «onderlinge duels» 20:00 uur |         | 32' Anton Poetsila 80' Vital Radyyonaw |             | A. Le Coq Arena, Tallinn Toeschouwers: 3.192 Scheidsrechter: Jakob Kehlet (DEN) |

|                                                                        |                       |       |             |                                                                                |
| 7 juni Kwalificatie WK 2014 Groep I № 171 «onderlinge duels» 18:00 uur | Finland               | 1 – 0 | Wit-Rusland | Olympiastadion, Helsinki Toeschouwers: 24.916 Scheidsrechter: Eli Hacmon (ISR) |
| 7 juni Kwalificatie WK 2014 Groep I № 171 «onderlinge duels» 18:00 uur | Kasper Hämäläinen 57' |       |             | Olympiastadion, Helsinki Toeschouwers: 24.916 Scheidsrechter: Eli Hacmon (ISR) |

|                                                                         |                         |       |                 |                                                                                |
| 11 juni Kwalificatie WK 2014 Groep I № 172 «onderlinge duels» 20:00 uur | Wit-Rusland             | 1 – 1 | Finland         | Centraalstadion, Gomel Toeschouwers: 5.000 Scheidsrechter: Libor Kovařík (CZE) |
| 11 juni Kwalificatie WK 2014 Groep I № 172 «onderlinge duels» 20:00 uur | Dzmitri Verkhavtsov 85' |       | 22' Teemu Pukki | Centraalstadion, Gomel Toeschouwers: 5.000 Scheidsrechter: Libor Kovařík (CZE) |

|                                                                  |                              |       |                   |                                                                                  |
| 14 augustus Vriendschappelijk № 173 «onderlinge duels» 17:30 uur | Wit-Rusland                  | 1 – 1 | Montenegro        | Torpedostadion, Zjodzina Toeschouwers: 3.000 Scheidsrechter: Kristo Tohver (EST) |
| 14 augustus Vriendschappelijk № 173 «onderlinge duels» 17:30 uur | Sergej Kornilenko 16' (pen.) |       | 63' Mirko Vučinić | Torpedostadion, Zjodzina Toeschouwers: 3.000 Scheidsrechter: Kristo Tohver (EST) |

|                                                                  |                                                              |       |                        |                                                                                      |
| 6 september Vriendschappelijk № 174 «onderlinge duels» 18:00 uur | Wit-Rusland                                                  | 3 – 1 | Kirgizië               | Haradskistadion, Borisov Toeschouwers: 5.000 Scheidsrechter: Nerijus Dunauskas (LTU) |
| 6 september Vriendschappelijk № 174 «onderlinge duels» 18:00 uur | Sjarhej Balanovitsj 30' Vital Radzivonav 38' Pavel Sitko 67' |       | 56' Tursunaly Rustamov | Haradskistadion, Borisov Toeschouwers: 5.000 Scheidsrechter: Nerijus Dunauskas (LTU) |

|                                                                              |                                            |       |                                                                           |                                                                                  |
| 10 september Kwalificatie WK 2014 Groep I № 175 «onderlinge duels» 20:00 uur | Wit-Rusland                                | 2 – 4 | Frankrijk                                                                 | Centraalstadion, Gomel Toeschouwers: 12.203 Scheidsrechter: Daniele Orsato (ITA) |
| 10 september Kwalificatie WK 2014 Groep I № 175 «onderlinge duels» 20:00 uur | Jegor Filipenko 32' Tsimafej Kalatsjov 57' |       | 47' (pen.) Franck Ribéry 64' Franck Ribéry 70' Samir Nasri 73' Paul Pogba | Centraalstadion, Gomel Toeschouwers: 12.203 Scheidsrechter: Daniele Orsato (ITA) |

|                                                                            |                                       |       |                       |                                                                                |
| 11 oktober Kwalificatie WK 2014 Groep I № 176 «onderlinge duels» 21:00 uur | Spanje                                | 2 – 1 | Wit-Rusland           | Iberostar Estadi, Palma Toeschouwers: 23.142 Scheidsrechter: Bas Nijhuis (NED) |
| 11 oktober Kwalificatie WK 2014 Groep I № 176 «onderlinge duels» 21:00 uur | Xavi Hernández 61' Álvaro Negredo 78' |       | 89' Sergej Kornilenko | Iberostar Estadi, Palma Toeschouwers: 23.142 Scheidsrechter: Bas Nijhuis (NED) |

|                                                                 |                 |       |       |                                                                                   |
| 15 oktober Vriendschappelijk № 177 «onderlinge duels» 14:15 uur | Wit-Rusland     | 1 – 0 | Japan | Torpedostadion, Zjodzina Toeschouwers: 3.250 Scheidsrechter: Sergejus Slyva (LTU) |
| 15 oktober Vriendschappelijk № 177 «onderlinge duels» 14:15 uur | Jan Tigorev 44' |       |       | Torpedostadion, Zjodzina Toeschouwers: 3.250 Scheidsrechter: Sergejus Slyva (LTU) |

|                                                                  |         |       |             |                                                                                             |
| 15 november Vriendschappelijk № 178 «onderlinge duels» 17:00 uur | Albanië | 0 – 0 | Wit-Rusland | Akdeniz Üniversitesi Stadyumu, Antalya Toeschouwers: 50 Scheidsrechter: Fırat Aydınus (TUR) |
| 15 november Vriendschappelijk № 178 «onderlinge duels» 17:00 uur |         |       |             | Akdeniz Üniversitesi Stadyumu, Antalya Toeschouwers: 50 Scheidsrechter: Fırat Aydınus (TUR) |

|                                                                  |                                |       |                     |                                                                                                |
| 19 november Vriendschappelijk № 179 «onderlinge duels» 18:00 uur | Turkije                        | 2 – 1 | Wit-Rusland         | Tevfik Sırrı Gürstadion, Mersin Toeschouwers: 18.000 Scheidsrechter: Antonio Mateu Lahoz (ESP) |
| 19 november Vriendschappelijk № 179 «onderlinge duels» 18:00 uur | Umut Bulut 4' Burak Yılmaz 89' |       | 10' Vital Radyyonaw | Tevfik Sırrı Gürstadion, Mersin Toeschouwers: 18.000 Scheidsrechter: Antonio Mateu Lahoz (ESP) |

### 2014
|                                                              |                                         |       |                    |                                                                                                   |
| 5 maart Vriendschappelijk № 180 «onderlinge duels» 18:00 uur | Bulgarije                               | 2 – 1 | Wit-Rusland        | Vasil Levski Nationaal Stadion, Sofia Toeschouwers: 500 Scheidsrechter: Milenko Vukadinović (SRB) |
| 5 maart Vriendschappelijk № 180 «onderlinge duels» 18:00 uur | Georgi Milanov 14' Vladimir Gadzhev 66' |       | 86' Sergej Krivets | Vasil Levski Nationaal Stadion, Sofia Toeschouwers: 500 Scheidsrechter: Milenko Vukadinović (SRB) |

|                                                             |             |       |      |                                                                                          |
| 18 mei Vriendschappelijk № 181 «onderlinge duels» 14:00 uur | Wit-Rusland | 0 – 0 | Iran | Franz Feketestadion, Kapfenberg Toeschouwers: 1.500 Scheidsrechter: Markus Hameter (AUT) |
| 18 mei Vriendschappelijk № 181 «onderlinge duels» 14:00 uur |             |       |      | Franz Feketestadion, Kapfenberg Toeschouwers: 1.500 Scheidsrechter: Markus Hameter (AUT) |

|                                                             |                     |       | |                                                                                 |
| 21 mei Vriendschappelijk № 182 «onderlinge duels» 20:00 uur | Liechtenstein       | 1 – 5 | Wit-Rusland                                                                                           | Rheinparkstadion, Vaduz Toeschouwers: 750 Scheidsrechter: Laurent Kopriwa (LUX) |
| 21 mei Vriendschappelijk № 182 «onderlinge duels» 20:00 uur | Franz Burgmeier 78' |       | 13' Mikhail Gordeitsjoek 15' Sjarhej Kisljak 23' Sergej Krivets 58' Pavel Savitski 67' Pavel Savitski | Rheinparkstadion, Vaduz Toeschouwers: 750 Scheidsrechter: Laurent Kopriwa (LUX) |

|                                                                  | |       |                          |                                                                                 |
| 4 september Vriendschappelijk № 183 «onderlinge duels» 20:00 uur | Wit-Rusland | 6 – 1 | Tadzjikistan             | Borisov Arena, Borisov Toeschouwers: 2.400 Scheidsrechter: Sergejus Slyva (LTU) |
| 4 september Vriendschappelijk № 183 «onderlinge duels» 20:00 uur | Igor Stasevitsj 7' Sergej Kornilenko 55' Sergej Krivets 59' Edhar Aljakhnovitsj 61' Sjarhej Kisljak 63' Illya Aleksijevitsj 75' |       | 13' Mikhail Gordeitsjoek | Borisov Arena, Borisov Toeschouwers: 2.400 Scheidsrechter: Sergejus Slyva (LTU) |

|                                                                             |                 |       |                       |                                                                                           |
| 8 september Kwalificatie EK 2016 Groep C № 184 «onderlinge duels» 18:00 uur | Luxemburg       | 1 – 1 | Wit-Rusland           | Stade Josy Barthel, Luxemburg Toeschouwers: 3.265 Scheidsrechter: Gediminas Mažeika (LTU) |
| 8 september Kwalificatie EK 2016 Groep C № 184 «onderlinge duels» 18:00 uur | Lars Gerson 42' |       | 78' Stanislav Dragoen | Stade Josy Barthel, Luxemburg Toeschouwers: 3.265 Scheidsrechter: Gediminas Mažeika (LTU) |

|                                                                           |             |                                                             |          |                                                                                  |
| 9 oktober Kwalificatie EK 2016 Groep C № 185 «onderlinge duels» 20:45 uur | Wit-Rusland | 0 – 2                                                       | Oekraïne | Borisov Arena, Borisov Toeschouwers: 10.512 Scheidsrechter: Pol van Boekel (NED) |
| 9 oktober Kwalificatie EK 2016 Groep C № 185 «onderlinge duels» 20:45 uur |             | 82' (e.d.) Aljaksandr Martynovitsj 90+3' Serhiy Sydortsjoek |          | Borisov Arena, Borisov Toeschouwers: 10.512 Scheidsrechter: Pol van Boekel (NED) |

|                                                                            |                        |       |                                                          |                                                                                 |
| 12 oktober Kwalificatie EK 2016 Groep C № 186 «onderlinge duels» 18:00 uur | Wit-Rusland            | 1 – 3 | Slowakije                                                | Borisov Arena, Borisov Toeschouwers: 3.200 Scheidsrechter: Serge Gumienny (BEL) |
| 12 oktober Kwalificatie EK 2016 Groep C № 186 «onderlinge duels» 18:00 uur | Tsimafej Kalatsjov 79' |       | 65' Marek Hamšík 83' Marek Hamšík 90+2' Stanislav Šesták | Borisov Arena, Borisov Toeschouwers: 3.200 Scheidsrechter: Serge Gumienny (BEL) |

|                                                                             |                                        |       |             |                                                                                        |
| 15 november Kwalificatie EK 2016 Groep C № 187 «onderlinge duels» 20:45 uur | Spanje                                 | 3 – 0 | Wit-Rusland | Estadio Nuevo Colombino, Huelva Toeschouwers: 19.249 Scheidsrechter: Kenn Hansen (DEN) |
| 15 november Kwalificatie EK 2016 Groep C № 187 «onderlinge duels» 20:45 uur | Isco 18' Sergio Busquets 19' Pedro 55' |       |             | Estadio Nuevo Colombino, Huelva Toeschouwers: 19.249 Scheidsrechter: Kenn Hansen (DEN) |

|                                                                  |                                                                   |       |                                   |                                                                                |
| 18 november Vriendschappelijk № 188 «onderlinge duels» 18:00 uur | Wit-Rusland                                                       | 3 – 2 | Mexico                            | Borisov Arena, Borisov Toeschouwers: 6.700 Scheidsrechter: Sergej Ivanov (RUS) |
| 18 november Vriendschappelijk № 188 «onderlinge duels» 18:00 uur | Sjarhej Kisljak 50' Nikolaj Signevitsj 55' Pavel Nyakhaytsjyk 81' |       | 48' Raúl Jiménez 53' Raúl Jiménez | Borisov Arena, Borisov Toeschouwers: 6.700 Scheidsrechter: Sergej Ivanov (RUS) |

### 2015
|                                                                          |                          |       |                                             |                                                                                  |
| 27 maart Kwalificatie EK 2016 Groep C № 189 «onderlinge duels» 20:45 uur | Macedonië                | 1 – 2 | Wit-Rusland                                 | Philip II Arena, Skopje Toeschouwers: 5.000 Scheidsrechter: Anthony Taylor (ENG) |
| 27 maart Kwalificatie EK 2016 Groep C № 189 «onderlinge duels» 20:45 uur | Aleksandar Trajkovski 9' |       | 43' Timofej Kalatsjev 82' Sergej Kornilenko | Philip II Arena, Skopje Toeschouwers: 5.000 Scheidsrechter: Anthony Taylor (ENG) |

|                                                               |             |       |       | |
| 30 maart Vriendschappelijk № 190 «onderlinge duels» 15:00 uur | Wit-Rusland | 0 – 0 | Gabon | İberostar Bellis Hotel Futbol Sahası, Belek Toeschouwers: 50 Scheidsrechter: Mohammad Abdulah (SYR) |
| 30 maart Vriendschappelijk № 190 «onderlinge duels» 15:00 uur |             |       |       | İberostar Bellis Hotel Futbol Sahası, Belek Toeschouwers: 50 Scheidsrechter: Mohammad Abdulah (SYR) |

|                                                             |                                                                                               |       |                                         |                                                                              |
| 7 juni Vriendschappelijk № 191 «onderlinge duels» 20:00 uur | Rusland                                                                                       | 4 – 2 | Wit-Rusland                             | Arena Chimki, Chimki Toeschouwers: 4.500 Scheidsrechter: Ivan Kružliak (SVK) |
| 7 juni Vriendschappelijk № 191 «onderlinge duels» 20:00 uur | Aleksandr Kokorin 20' Aleksandr Golovin 77' Aleksej Mirantsjoek 83' Aleksandr Kerzjakov 90+1' |       | 51' Sjarhej Kisljak 66' Sjarhej Kisljak | Arena Chimki, Chimki Toeschouwers: 4.500 Scheidsrechter: Ivan Kružliak (SVK) |

|                                                                         |             |                         |        |                                                                                        |
| 14 juni Kwalificatie EK 2016 Groep C № 192 «onderlinge duels» 20:45 uur | Wit-Rusland | 0 – 1                   | Spanje | Borisov Arena, Borisov Toeschouwers: 13.121 Scheidsrechter: Robert Schörgenhofer (AUT) |
| 14 juni Kwalificatie EK 2016 Groep C № 192 «onderlinge duels» 20:45 uur |             | 45' David Jiménez Silva |        | Borisov Arena, Borisov Toeschouwers: 13.121 Scheidsrechter: Robert Schörgenhofer (AUT) |

|                                                                             |                                                                     |       |                               |                                                                         |
| 5 september Kwalificatie EK 2016 Groep C № 193 «onderlinge duels» 20:45 uur | Oekraïne                                                            | 3 – 1 | Wit-Rusland                   | Arena Lviv, Lviv Toeschouwers: 32.648 Scheidsrechter: Liran Liany (ISR) |
| 5 september Kwalificatie EK 2016 Groep C № 193 «onderlinge duels» 20:45 uur | Artem Kravets 7' Andrij Jarmolenko 30' Andrij Jarmolenko 40' (pen.) |       | 62' (pen.) Jevhen Konopljanka | Arena Lviv, Lviv Toeschouwers: 32.648 Scheidsrechter: Liran Liany (ISR) |

|                                                                             |                                                   |       |           |                                                                                |
| 8 september Kwalificatie EK 2016 Groep C № 194 «onderlinge duels» 18:00 uur | Wit-Rusland                                       | 2 – 0 | Luxemburg | Borisov Arena, Borisov Toeschouwers: 3.482 Scheidsrechter: Slavko Vinčić (SLO) |
| 8 september Kwalificatie EK 2016 Groep C № 194 «onderlinge duels» 18:00 uur | Mikhail Gordeitsjoek 34' Mikhail Gordeitsjoek 62' |       |           | Borisov Arena, Borisov Toeschouwers: 3.482 Scheidsrechter: Slavko Vinčić (SLO) |

|                                                                           |           |                       |             |                                                                                    |
| 9 oktober Kwalificatie EK 2016 Groep C № 195 «onderlinge duels» 20:45 uur | Slowakije | 0 – 1                 | Wit-Rusland | Štadión pod Dubňom, Žilina Toeschouwers: 9.859 Scheidsrechter: Hüseyin Göçek (TUR) |
| 9 oktober Kwalificatie EK 2016 Groep C № 195 «onderlinge duels» 20:45 uur |           | 34' Stanislav Drahoen |             | Štadión pod Dubňom, Žilina Toeschouwers: 9.859 Scheidsrechter: Hüseyin Göçek (TUR) |

|                                                                            |             |       |           |                                                                                    |
| 12 oktober Kwalificatie EK 2016 Groep C № 196 «onderlinge duels» 20:45 uur | Wit-Rusland | 0 – 0 | Macedonië | Borisov Arena, Borisov Toeschouwers: 1.545 Scheidsrechter: Christian Dingert (GER) |
| 12 oktober Kwalificatie EK 2016 Groep C № 196 «onderlinge duels» 20:45 uur |             |       |           | Borisov Arena, Borisov Toeschouwers: 1.545 Scheidsrechter: Christian Dingert (GER) |

### 2016
|                                                               |         |       |             | |
| 25 maart Vriendschappelijk № 197 «onderlinge duels» 19:00 uur | Armenië | 0 – 0 | Wit-Rusland | Republikeins Stadion Vazgen Sargsian, Jerevan Toeschouwers: 4.500 Scheidsrechter: Giorgi Vadatsjkoria (GEO) |
| 25 maart Vriendschappelijk № 197 «onderlinge duels» 19:00 uur |         |       |             | Republikeins Stadion Vazgen Sargsian, Jerevan Toeschouwers: 4.500 Scheidsrechter: Giorgi Vadatsjkoria (GEO) |

|                                                               |            |       |             |                                                                                       |
| 29 maart Vriendschappelijk № 198 «onderlinge duels» 19:00 uur | Montenegro | 0 – 0 | Wit-Rusland | Pod Goricomstadion, Podgorica Toeschouwers: 5.500 Scheidsrechter: Danilo Grujić (SRB) |
| 29 maart Vriendschappelijk № 198 «onderlinge duels» 19:00 uur |            |       |             | Pod Goricomstadion, Podgorica Toeschouwers: 5.500 Scheidsrechter: Danilo Grujić (SRB) |

|                                                             |                                                      |       |             |                                                                                  |
| 27 mei Vriendschappelijk № 199 «onderlinge duels» 19:45 uur | Noord-Ierland                                        | 3 – 0 | Wit-Rusland | Windsor Park, Belfast Toeschouwers: 14.229 Scheidsrechter: Martin Atkinson (ENG) |
| 27 mei Vriendschappelijk № 199 «onderlinge duels» 19:45 uur | Kyle Lafferty 6' Conor Washington 44' Will Grigg 88' |       |             | Windsor Park, Belfast Toeschouwers: 14.229 Scheidsrechter: Martin Atkinson (ENG) |

|                                                             |                  |       |                                                  |                                                                                |
| 31 mei Vriendschappelijk № 200 «onderlinge duels» 19:45 uur | Ierland          | 1 – 2 | Wit-Rusland                                      | Turners Cross, Cork Toeschouwers: 7.200 Scheidsrechter: Dejan Jakimovski (MKD) |
| 31 mei Vriendschappelijk № 200 «onderlinge duels» 19:45 uur | Stephen Ward 72' |       | 20' Mikhail Gordeitsjoek 63' Aljaksandr Valadzko | Turners Cross, Cork Toeschouwers: 7.200 Scheidsrechter: Dejan Jakimovski (MKD) |

|                                                                  |           |                    |             |                                                                             |
| 31 augustus Vriendschappelijk № 201 «onderlinge duels» 19:30 uur | Noorwegen | 0 – 1              | Wit-Rusland | Ullevaalstadion, Oslo Toeschouwers: 7.180 Scheidsrechter: Jacob Bille (DEN) |
| 31 augustus Vriendschappelijk № 201 «onderlinge duels» 19:30 uur |           | 57' Sergej Krivets |             | Ullevaalstadion, Oslo Toeschouwers: 7.180 Scheidsrechter: Jacob Bille (DEN) |

|                                                                             |             |       |           |                                                                                  |
| 6 september Kwalificatie WK 2018 Groep A № 202 «onderlinge duels» 20:45 uur | Wit-Rusland | 0 – 0 | Frankrijk | Borisov Arena, Borisov Toeschouwers: 12.920 Scheidsrechter: Ovidiu Haţegan (ROM) |
| 6 september Kwalificatie WK 2018 Groep A № 202 «onderlinge duels» 20:45 uur |             |       |           | Borisov Arena, Borisov Toeschouwers: 12.920 Scheidsrechter: Ovidiu Haţegan (ROM) |

|                                                                           |                                                                           |       |                   |                                                                             |
| 7 oktober Kwalificatie WK 2018 Groep A № 203 «onderlinge duels» 20:45 uur | Nederland                                                                 | 4 – 1 | Wit-Rusland       | De Kuip, Rotterdam Toeschouwers: 41.200 Scheidsrechter: Craig Thomson (SCO) |
| 7 oktober Kwalificatie WK 2018 Groep A № 203 «onderlinge duels» 20:45 uur | Quincy Promes 15' Quincy Promes 31' Davy Klaassen 55' Vincent Janssen 64' |       | 47' Aljaksej Ryas | De Kuip, Rotterdam Toeschouwers: 41.200 Scheidsrechter: Craig Thomson (SCO) |

|                                                                            |                    |       |                      |                                                                              |
| 10 oktober Kwalificatie WK 2018 Groep A № 204 «onderlinge duels» 20:45 uur | Wit-Rusland        | 1 – 1 | Luxemburg            | Borisov Arena, Borisov Toeschouwers: 9.011 Scheidsrechter: Tobias Welz (GER) |
| 10 oktober Kwalificatie WK 2018 Groep A № 204 «onderlinge duels» 20:45 uur | Pavel Savitski 80' |       | 85' Aurélien Joachim | Borisov Arena, Borisov Toeschouwers: 9.011 Scheidsrechter: Tobias Welz (GER) |

|                                                                 |             |                         |             |                                                                                             |
| 9 november Vriendschappelijk № 205 «onderlinge duels» 20:15 uur | Griekenland | 0 – 1                   | Wit-Rusland | Georgios Karaiskákisstadion, Piraeus Toeschouwers: 3.108 Scheidsrechter: Craig Pawson (ENG) |
| 9 november Vriendschappelijk № 205 «onderlinge duels» 20:15 uur |             | 14' Syarhey Palitsevich |             | Georgios Karaiskákisstadion, Piraeus Toeschouwers: 3.108 Scheidsrechter: Craig Pawson (ENG) |

|                                                                             |                  |       |             |                                                                                                  |
| 13 november Kwalificatie WK 2018 Groep A № 206 «onderlinge duels» 20:45 uur | Bulgarije        | 1 – 0 | Wit-Rusland | Vasil Levski Nationaal Stadion, Sofia Toeschouwers: 1.994 Scheidsrechter: Stephan Klossner (SUI) |
| 13 november Kwalificatie WK 2018 Groep A № 206 «onderlinge duels» 20:45 uur | Ivelin Popov 10' |       |             | Vasil Levski Nationaal Stadion, Sofia Toeschouwers: 1.994 Scheidsrechter: Stephan Klossner (SUI) |

### 2017
|                                                                  |                                                                             |       |             |                                                                                |
| 25 maart Kwalificatie WK 2018 № 207 «onderlinge duels» 20:45 uur | Zweden                                                                      | 4 – 0 | Wit-Rusland | Friends Arena, Solna Toeschouwers: 31.243 Scheidsrechter: Harald Lechner (AUT) |
| 25 maart Kwalificatie WK 2018 № 207 «onderlinge duels» 20:45 uur | Emil Forsberg 19' (pen.) Emil Forsberg 49' Marcus Berg 57' Isaac Thelin 77' |       |             | Friends Arena, Solna Toeschouwers: 31.243 Scheidsrechter: Harald Lechner (AUT) |

|                                                               |                                                        |       |             |                                                                                   |
| 28 maart Vriendschappelijk № 208 «onderlinge duels» 18:00 uur | Macedonië                                              | 3 – 0 | Wit-Rusland | Telekom Arena, Skopje Toeschouwers: 3.000 Scheidsrechter: Pavle Radovanović (MNE) |
| 28 maart Vriendschappelijk № 208 «onderlinge duels» 18:00 uur | Stefan Spirovski 40' Goran Pandev 61' Goran Pandev 69' |       |             | Telekom Arena, Skopje Toeschouwers: 3.000 Scheidsrechter: Pavle Radovanović (MNE) |

|                                                             |                    |       |             |                                                                                           |
| 1 juni Vriendschappelijk № 209 «onderlinge duels» 20:45 uur | Zwitserland        | 1 – 0 | Wit-Rusland | Stade de la Maladière, Neuchâtel Toeschouwers: 10.200 Scheidsrechter: Radek Příhoda (CZE) |
| 1 juni Vriendschappelijk № 209 «onderlinge duels» 20:45 uur | Xherdan Shaqiri 9' |       |             | Stade de la Maladière, Neuchâtel Toeschouwers: 10.200 Scheidsrechter: Radek Příhoda (CZE) |

|                                                                |                                               |       |                         |                                                                            |
| 9 juni Kwalificatie WK 2018 № 210 «onderlinge duels» 20:45 uur | Wit-Rusland                                   | 2 – 1 | Bulgarije               | Borisov Arena, Borisov Toeschouwers: 6.150 Scheidsrechter: Matej Jug (SLO) |
| 9 juni Kwalificatie WK 2018 № 210 «onderlinge duels» 20:45 uur | Mikhail Sivakov 33' (pen.) Pavel Savitski 80' |       | 90+1' Georgi Kostadinov | Borisov Arena, Borisov Toeschouwers: 6.150 Scheidsrechter: Matej Jug (SLO) |

|                                                              |                    |       |               |                                                                                |
| 12 juni Vriendschappelijk № 211 «onderlinge duels» 20:45 uur | Wit-Rusland        | 1 – 0 | Nieuw-Zeeland | Traktorstadion, Minsk Toeschouwers: 2.500 Scheidsrechter: Michail Vilkov (RUS) |
| 12 juni Vriendschappelijk № 211 «onderlinge duels» 20:45 uur | Denis Poljakov 47' |       |               | Traktorstadion, Minsk Toeschouwers: 2.500 Scheidsrechter: Michail Vilkov (RUS) |

|                                                                             |                    |       |             |                                                                                        |
| 31 augustus Kwalificatie WK 2018 Groep A № 212 «onderlinge duels» 20:45 uur | Luxemburg          | 1 – 0 | Wit-Rusland | Stade Josy Barthel, Luxemburg Toeschouwers: 2.752 Scheidsrechter: Clayton Pisani (MLT) |
| 31 augustus Kwalificatie WK 2018 Groep A № 212 «onderlinge duels» 20:45 uur | Daniel da Mota 60' |       |             | Stade Josy Barthel, Luxemburg Toeschouwers: 2.752 Scheidsrechter: Clayton Pisani (MLT) |

|                                                                             |             |                                                                                      |        |                                                                                 |
| 3 september Kwalificatie WK 2018 Groep A № 213 «onderlinge duels» 18:00 uur | Wit-Rusland | 0 – 4                                                                                | Zweden | Borisov Arena, Borisov Toeschouwers: 6.300 Scheidsrechter: Tobias Stieler (GER) |
| 3 september Kwalificatie WK 2018 Groep A № 213 «onderlinge duels» 18:00 uur |             | 18' Emil Forsberg 24' Christoffer Nyman 37' Marcus Berg 84' (pen.) Andreas Granqvist |        | Borisov Arena, Borisov Toeschouwers: 6.300 Scheidsrechter: Tobias Stieler (GER) |

|                                                                           |                     |       |                                                              |                                                                                 |
| 7 oktober Kwalificatie WK 2018 Groep A № 214 «onderlinge duels» 20:45 uur | Wit-Rusland         | 1 – 3 | Nederland                                                    | Borisov Arena, Borisov Toeschouwers: 8.500 Scheidsrechter: Michael Oliver (ENG) |
| 7 oktober Kwalificatie WK 2018 Groep A № 214 «onderlinge duels» 20:45 uur | Maksim Valadzko 55' |       | 24' Davy Pröpper 84' (pen.) Arjen Robben 90+3' Memphis Depay | Borisov Arena, Borisov Toeschouwers: 8.500 Scheidsrechter: Michael Oliver (ENG) |

|                                                                            |                                          |       |                  |                                                                                       |
| 10 oktober Kwalificatie WK 2018 Groep A № 215 «onderlinge duels» 20:45 uur | Frankrijk                                | 2 – 1 | Wit-Rusland      | Stade de France, Saint-Denis Toeschouwers: 72.000 Scheidsrechter: Halis Özkahya (TUR) |
| 10 oktober Kwalificatie WK 2018 Groep A № 215 «onderlinge duels» 20:45 uur | Antoine Griezmann 27' Olivier Giroud 33' |       | 44' Anton Saroka | Stade de France, Saint-Denis Toeschouwers: 72.000 Scheidsrechter: Halis Özkahya (TUR) |

|                                                                 |                                                                                 |       |                         | |
| 9 november Vriendschappelijk № 216 «onderlinge duels» 15:00 uur | Armenië                                                                         | 4 – 1 | Wit-Rusland             | Republikeins Stadion Vazgen Sargsian, Jerevan Toeschouwers: 1.500 Scheidsrechter: Lasja Silagava (GEO) |
| 9 november Vriendschappelijk № 216 «onderlinge duels» 15:00 uur | Araz Özbiliz 41' Henrich Mchitarjan 45' Rumyan Hovsepyan 55' Erik Vardanyan 84' |       | 58' (pen.) Anton Saroka | Republikeins Stadion Vazgen Sargsian, Jerevan Toeschouwers: 1.500 Scheidsrechter: Lasja Silagava (GEO) |

|                                                                  |                                          |       |                                          |                                                                                          |
| 13 november Vriendschappelijk № 217 «onderlinge duels» 16:00 uur | Georgië                                  | 2 – 2 | Wit-Rusland                              | Ramaz Sjengeliastadion, Koetaisi Toeschouwers: 7.500 Scheidsrechter: Suren Baliyan (ARM) |
| 13 november Vriendschappelijk № 217 «onderlinge duels» 16:00 uur | Irakli Sicharoelidze 35' Lasja Dvali 51' |       | 24' Ihar Stasevich 66' Pavel Nyakhaychyk | Ramaz Sjengeliastadion, Koetaisi Toeschouwers: 7.500 Scheidsrechter: Suren Baliyan (ARM) |

### 2018
|                                                               |              |                            |             |                                                                                     |
| 23 maart Vriendschappelijk № 218 «onderlinge duels» 18:00 uur | Azerbeidzjan | 0 – 1                      | Wit-Rusland | Olympisch Stadion, Bakoe Toeschouwers: 5.500 Scheidsrechter: Andris Treimanis (LAT) |
| 23 maart Vriendschappelijk № 218 «onderlinge duels» 18:00 uur |              | 41' (e.d.) Maksim Medvedev |             | Olympisch Stadion, Bakoe Toeschouwers: 5.500 Scheidsrechter: Andris Treimanis (LAT) |

|                                                               |          |                                       |             |                                                                                |
| 27 maart Vriendschappelijk № 219 «onderlinge duels» 20:15 uur | Slovenië | 0 – 2                                 | Wit-Rusland | Stožicestadion, Ljubljana Toeschouwers: 4.000 Scheidsrechter: Fran Jović (CRO) |
| 27 maart Vriendschappelijk № 219 «onderlinge duels» 20:15 uur |          | 36' Maksim Skavysh 90+4' Anton Saroka |             | Stožicestadion, Ljubljana Toeschouwers: 4.000 Scheidsrechter: Fran Jović (CRO) |

|                                                             |                  |       |                  |                                                                                                   |
| 6 juni Vriendschappelijk № 220 «onderlinge duels» 20:00 uur | Wit-Rusland      | 1 – 1 | Hongarije        | Regionaal Sportcomplex Brestsky, Brest Toeschouwers: 8.400 Scheidsrechter: Sergey Lapochkin (RUS) |
| 6 juni Vriendschappelijk № 220 «onderlinge duels» 20:00 uur | Anton Saroka 26' |       | 29' Roland Varga | Regionaal Sportcomplex Brestsky, Brest Toeschouwers: 8.400 Scheidsrechter: Sergey Lapochkin (RUS) |

|                                                             |                                      |       |             |                                                                                 |
| 9 juni Vriendschappelijk № 221 «onderlinge duels» 18:00 uur | Finland                              | 2 – 0 | Wit-Rusland | Ratina Stadion, Tampere Toeschouwers: 4.520 Scheidsrechter: Alain Durieux (LUX) |
| 9 juni Vriendschappelijk № 221 «onderlinge duels» 18:00 uur | Jere Uronen 7' Moshtagh Yaghoubi 75' |       |             | Ratina Stadion, Tampere Toeschouwers: 4.520 Scheidsrechter: Alain Durieux (LUX) |

|                                                                             | |       |            |                                                                                |
| 8 september UEFA Nations League Groep D2 № 222 «onderlinge duels» 18:00 uur | Wit-Rusland                                                                                          | 5 – 0 | San Marino | Dinamostadion, Minsk Toeschouwers: 13.634 Scheidsrechter: Sandro Schärer (SUI) |
| 8 september UEFA Nations League Groep D2 № 222 «onderlinge duels» 18:00 uur | Igor Stasevitsj 4' Stanislav Dragoen 26' Anton Saroka 67' Stanislav Dragoen 87' Joeri Kavaljov 90+1' |       |            | Dinamostadion, Minsk Toeschouwers: 13.634 Scheidsrechter: Sandro Schärer (SUI) |

|                                                                              |          |       |             |                                                                                  |
| 11 september UEFA Nations League Groep D2 № 223 «onderlinge duels» 20:45 uur | Moldavië | 0 – 0 | Wit-Rusland | Stadionul Zimbru, Chisinau Toeschouwers: 4.942 Scheidsrechter: Mario Zebec (CRO) |
| 11 september UEFA Nations League Groep D2 № 223 «onderlinge duels» 20:45 uur |          |       |             | Stadionul Zimbru, Chisinau Toeschouwers: 4.942 Scheidsrechter: Mario Zebec (CRO) |

|                                                                            |                  |       |           |                                                                               |
| 12 oktober UEFA Nations League Groep D2 № 224 «onderlinge duels» 20:45 uur | Wit-Rusland      | 1 – 0 | Luxemburg | Dinamostadion, Minsk Toeschouwers: 14.122 Scheidsrechter: Ali Palabıyık (TUR) |
| 12 oktober UEFA Nations League Groep D2 № 224 «onderlinge duels» 20:45 uur | Anton Saroka 43' |       |           | Dinamostadion, Minsk Toeschouwers: 14.122 Scheidsrechter: Ali Palabıyık (TUR) |

|                                                                            |             |       |          |                                                                              |
| 15 oktober UEFA Nations League Groep D2 № 225 «onderlinge duels» 20:45 uur | Wit-Rusland | 0 – 0 | Moldavië | Dinamostadion, Minsk Toeschouwers: 10.870 Scheidsrechter: Kevin Clancy (SCO) |
| 15 oktober UEFA Nations League Groep D2 № 225 «onderlinge duels» 20:45 uur |             |       |          | Dinamostadion, Minsk Toeschouwers: 10.870 Scheidsrechter: Kevin Clancy (SCO) |

|                                                                             |           |                                             |             |                                                                                          |
| 15 november UEFA Nations League Groep D2 № 226 «onderlinge duels» 20:45 uur | Luxemburg | 0 – 2                                       | Wit-Rusland | Stade Josy Barthel, Luxemburg Toeschouwers: 4.533 Scheidsrechter: Serdar Gözübüyük (NED) |
| 15 november UEFA Nations League Groep D2 № 226 «onderlinge duels» 20:45 uur |           | 37' Stanislav Dragoen 54' Stanislav Dragoen |             | Stade Josy Barthel, Luxemburg Toeschouwers: 4.533 Scheidsrechter: Serdar Gözübüyük (NED) |

|                                                                             |            |                                       |             |                                                                                        |
| 18 november UEFA Nations League Groep D2 № 227 «onderlinge duels» 18:00 uur | San Marino | 0 – 2                                 | Wit-Rusland | Stadio Olimpico, Serravalle Toeschouwers: 736 Scheidsrechter: Giorgi Kroeasjvili (GEO) |
| 18 november UEFA Nations League Groep D2 № 227 «onderlinge duels» 18:00 uur |            | 8' Stanislav Dragoen 53' Anton Saroka |             | Stadio Olimpico, Serravalle Toeschouwers: 736 Scheidsrechter: Giorgi Kroeasjvili (GEO) |

### 2019
|                                                                  |                                                                                |       |             |                                                                            |
| 21 maart Kwalificatie EK 2020 № 228 «onderlinge duels» 20:45 uur | Nederland                                                                      | 4 – 0 | Wit-Rusland | De Kuip, Rotterdam Toeschouwers: 38.604 Scheidsrechter: Davide Massa (ITA) |
| 21 maart Kwalificatie EK 2020 № 228 «onderlinge duels» 20:45 uur | Memphis Depay 1' Georginio Wijnaldum 21' Memphis Depay 55' Virgil van Dijk 86' |       |             | De Kuip, Rotterdam Toeschouwers: 38.604 Scheidsrechter: Davide Massa (ITA) |

|                                                                  |                                   |       |                     |                                                                                  |
| 24 maart Kwalificatie EK 2020 № 229 «onderlinge duels» 19:45 uur | Noord-Ierland                     | 2 – 1 | Wit-Rusland         | Winsor Park, Belfast Toeschouwers: 18.188 Scheidsrechter: Paweł Raczkowski (POL) |
| 24 maart Kwalificatie EK 2020 № 229 «onderlinge duels» 19:45 uur | Jonny Evans 30' Josh Magennis 87' |       | 33' Igor Stasevitsj | Winsor Park, Belfast Toeschouwers: 18.188 Scheidsrechter: Paweł Raczkowski (POL) |

|                                                                |             |                               |           |                                                                                   |
| 8 juni Kwalificatie EK 2020 № 230 «onderlinge duels» 20:45 uur | Wit-Rusland | 0 – 2                         | Duitsland | Borisov Arena, Borisov Toeschouwers: 12.510 Scheidsrechter: Srđan Jovanović (SRB) |
| 8 juni Kwalificatie EK 2020 № 230 «onderlinge duels» 20:45 uur |             | 13' Leroy Sané 62' Marco Reus |           | Borisov Arena, Borisov Toeschouwers: 12.510 Scheidsrechter: Srđan Jovanović (SRB) |

|                                                                 |             |                    |               |                                                                                 |
| 11 juni Kwalificatie EK 2020 № 231 «onderlinge duels» 20:45 uur | Wit-Rusland | 0 – 1              | Noord-Ierland | Borisov Arena, Borisov Toeschouwers: 5.250 Scheidsrechter: Harald Lechner (AUT) |
| 11 juni Kwalificatie EK 2020 № 231 «onderlinge duels» 20:45 uur |             | 86' Patrick McNair |               | Borisov Arena, Borisov Toeschouwers: 5.250 Scheidsrechter: Harald Lechner (AUT) |

|                                                                     |                |       |                                         |                                                                                  |
| 6 september Kwalificatie EK 2020 № 232 «onderlinge duels» 20:45 uur | Estland        | 1 – 2 | Wit-Rusland                             | A. Le Coq Arena, Tallinn Toeschouwers: 7.314 Scheidsrechter: Alain Durieux (LUX) |
| 6 september Kwalificatie EK 2020 № 232 «onderlinge duels» 20:45 uur | Erik Sorga 54' |       | 48' Nikita Naoemov 90+2' Maksim Skavysj | A. Le Coq Arena, Tallinn Toeschouwers: 7.314 Scheidsrechter: Alain Durieux (LUX) |

|                                                                  |                  |       |             |                                                                                        |
| 9 september Vriendschappelijk № 233 «onderlinge duels» 20:45 uur | Wales            | 1 – 0 | Wit-Rusland | Cardiff City Stadium, Cardiff Toeschouwers: 7.666 Scheidsrechter: William Collum (SCO) |
| 9 september Vriendschappelijk № 233 «onderlinge duels» 20:45 uur | Daniel James 17' |       |             | Cardiff City Stadium, Cardiff Toeschouwers: 7.666 Scheidsrechter: William Collum (SCO) |

|                                                                    |             |       |         |                                                                                              |
| 10 oktober Kwalificatie EK 2020 № 234 «onderlinge duels» 18:00 uur | Wit-Rusland | 0 – 0 | Estland | Dinamostadion, Minsk Toeschouwers: 11.300 Scheidsrechter: Ricardo de Burgos Bengoetxea (ESP) |
| 10 oktober Kwalificatie EK 2020 № 234 «onderlinge duels» 18:00 uur |             |       |         | Dinamostadion, Minsk Toeschouwers: 11.300 Scheidsrechter: Ricardo de Burgos Bengoetxea (ESP) |

|                                                                    |                       |       |                                                 |                                                                                         |
| 13 oktober Kwalificatie EK 2020 № 235 «onderlinge duels» 18:00 uur | Wit-Rusland           | 1 – 2 | Nederland                                       | Dinamostadion, Minsk Toeschouwers: 21.639 Scheidsrechter: Anastasios Sidiropoulos (GRE) |
| 13 oktober Kwalificatie EK 2020 № 235 «onderlinge duels» 18:00 uur | Stanislav Dragoen 54' |       | 32' Georginio Wijnaldum 41' Georginio Wijnaldum | Dinamostadion, Minsk Toeschouwers: 21.639 Scheidsrechter: Anastasios Sidiropoulos (GRE) |

|                                                                     |                                                                     |       |             |                                                                                          |
| 16 november Kwalificatie EK 2020 № 236 «onderlinge duels» 20:45 uur | Duitsland                                                           | 4 – 0 | Wit-Rusland | Borussia-Park, Mönchengladbach Toeschouwers: 33.164 Scheidsrechter: Orel Grinfeeld (ISR) |
| 16 november Kwalificatie EK 2020 № 236 «onderlinge duels» 20:45 uur | Matthias Ginter 41' Leon Goretzka 49' Toni Kroos 55' Toni Kroos 83' |       |             | Borussia-Park, Mönchengladbach Toeschouwers: 33.164 Scheidsrechter: Orel Grinfeeld (ISR) |

|                                                                  |                                        |       |             |                                                                                               |
| 19 november Vriendschappelijk № 237 «onderlinge duels» 18:00 uur | Montenegro                             | 2 – 0 | Wit-Rusland | Pod Goricomstadion, Podgorica Toeschouwers: 1.371 Scheidsrechter: Trustin Farrugia Cann (MLT) |
| 19 november Vriendschappelijk № 237 «onderlinge duels» 18:00 uur | Stefan Mugoša 9' Sead Hakšabanović 14' |       |             | Pod Goricomstadion, Podgorica Toeschouwers: 1.371 Scheidsrechter: Trustin Farrugia Cann (MLT) |

BFF · A-internationals · Bondscoaches · Statistieken · Wit-Russisch vrouwenelftal · Olympisch elftal · W-Rusland U21 · W-Rusland U19 · W-Rusland U18 · W-Rusland U17 · W-Rusland U16
1990 – 1999 · 
2000 – 2009 · 
2010 – 2019 ·
2020 − 2029
1992 · 
1993 · 
1994 · 
1995 · 
1996 · 
1997 · 
1998 · 
1999 · 
2000 · 
2001 · 
2002 · 
2003 · 
2004 · 
2005 · 
2006 · 
2007 · 
2008 · 
2009 · 
2010 · 
2011 · 
2012 · 
2013 ·
2014 ·
2015 ·
2016 ·
2017 ·
2018 ·
2019 ·
2020 ·
2021 ·
2022 ·
2023
Albanië · 
Andorra · 
Argentinië · 
Armenië · 
Azerbeidzjan · 
Bahrein ·
België ·
Bosnië en Herzegovina · 
Bulgarije · 
Canada · 
Cyprus · 
Denemarken · 
Duitsland · 
Ecuador · 
Egypte · 
Engeland · 
Estland · 
Finland · 
Frankrijk · 
Gabon ·
Georgië · 
Griekenland · 
Hongarije · 
Honduras · 
Ierland ·
IJsland · 
India ·
Iran · 
Israël · 
Italië ·
Japan ·
Jordanië · 
Kazachstan ·
Kirgizië · 
Kosovo ·
Kroatië · 
Letland · 
Libië · 
Liechtenstein ·
Litouwen · 
Luxemburg · 
Malta · 
Mexico ·
Moldavië · 
Montenegro · 
Nederland · 
Nieuw-Zeeland ·
Noord-Ierland ·
Noord-Macedonië ·  
Noorwegen · 
Oekraïne · 
Oezbekistan · 
Oman · 
Oostenrijk · 
Peru · 
Polen · 
Roemenië · 
Rusland · 
San Marino · 
Saoedi-Arabië · 
Schotland · 
Slovenië · 
Slowakije · 
Spanje ·
Syrië ·
Tadzjikistan · 
Tsjechië · 
Tunesië · 
Turkije · 
Verenigde Arabische Emiraten · 
Wales · 
Zuid-Korea · 
Zweden · 
Zwitserland
AFC-zone: Afghanistan · Australië · Bahrein · Bangladesh · Bhutan · Brunei · Cambodja · China · Chinees Taipei · Filipijnen · Guam · Hongkong · India · Indonesië · Iran · Irak · Japan · Jemen · Jordanië · Koeweit · Kirgizië · Laos · Libanon · Macau · Maleisië · Maldiven · Mongolië · Myanmar · Nepal · Noord-Korea · Oezbekistan · Oman · Oost-Timor · Pakistan · Palestina · Qatar · Saoedi-Arabië · Singapore · Sri Lanka · Syrië · Tadjikistan · Thailand · Turkmenistan · Verenigde Arabische Emiraten · Vietnam · Zuid-Korea

CAF-zone: Algerije · Angola · Benin · Botswana · Burkina Faso · Burundi · Centraal-Afrikaanse Republiek · Comoren · Congo-Brazzaville · Congo-Kinshasa · Djibouti · Egypte · Equatoriaal-Guinea · Eritrea · Ethiopië · Gabon · Gambia · Ghana · Guinee · Guinee-Bissau · Ivoorkust · Kaapverdië · Kameroen · Kenia · Lesotho · Liberia · Libië · Madagaskar · Malawi · Mali · Mauritanië · Mauritius · Marokko · Mozambique · Namibië · Niger · Nigeria · Oeganda · Rwanda · Sao Tomé en Principe · Senegal · Seychellen · Sierra Leone · Soedan · Somalië · Swaziland · Tanzania · Togo · Tsjaad · Tunesië · Zambia · Zimbabwe · Zuid-Afrika · Zuid-Soedan 

CONCACAF-zone: Amerikaanse Maagdeneilanden · Anguilla · Antigua en Barbuda · Aruba · Bahama's · Barbados · Belize · Bermuda · Britse Maagdeneilanden · Canada · Kaaimaneilanden · Costa Rica · Cuba · Curaçao · Dominica · Dominicaanse Republiek · El Salvador · Frans Guyana · Grenada · Guadeloupe · Guatemala · Guyana · Haïti · Honduras · Jamaica · Martinique · Mexico · Montserrat · 
Nicaragua · Panama · Puerto Rico · Saint Kitts en Nevis · Saint Lucia · Saint Vincent en de Grenadines · Sint Maarten · Suriname · Trinidad en Tobago · Turks- en Caicoseilanden · Verenigde Staten

CONMEBOL-zone: Argentinië · Bolivia · Brazilië · Chili · Colombia · Ecuador · Paraguay · Peru · Uruguay · Venezuela

OFC-zone: Amerikaans-Samoa · Cookeilanden · Fiji · Nieuw-Caledonië · Nieuw-Zeeland · Papoea-Nieuw-Guinea · Samoa · Salomoneilanden · Tahiti · Tonga · Vanuatu

UEFA-zone: Albanië · Andorra · Armenië · Azerbeidzjan · België · Bosnië en Herzegovina · Bulgarije · Cyprus · Denemarken · Duitsland · Engeland · Estland · Faeröer · Finland · Frankrijk · Georgië · Gibraltar · Griekenland · Hongarije · IJsland · Ierland · Israël · Italië · Kazachstan · Kosovo · Kroatië · Letland · Liechtenstein · Litouwen · Luxemburg · Macedonië · Malta · Moldavië · Montenegro · Nederland · Noord-Ierland · Noorwegen · Oekraïne · Oostenrijk · Polen · Portugal · Roemenië · Rusland · San Marino · Schotland · Servië · Slovenië · Slowakije · Spanje · Tsjechië · Turkije · Wales · Wit-Rusland · Zweden · Zwitserland